# Алфред Кидър
Алфред Винсент Кидър (на английски: Alfred Vincent Kidder) е американски археолог. Считан е за най-големия археолог на 20 век, той е сред тези, които изучават историята на югозападните Съединени щати и Мезоамерика. Той разработва систематичен подход към изучаването на предколумбовите култури, автор на Пекосовата класификация и на термина „анасази“, за да обозначи цивилизацията на древните народи пуебло. Членува в Американската академия на изкуствата и науките и Националната академия на науките на САЩ.

## Биография
Алфред Кидър е роден на 29 октомври 1885 г. в Маркет, Мичиган, САЩ. Негови родители са Алфред Кидър и Кейт Далиба Кидър. Баща му се премества в Мичиган от Източното крайбрежие, за да работи като минен инженер. Докато Кидър е дете, семейството му се премества в Бостън, откъдето е баща му. През 1904 г. се дипломира в Харвардския университет, където прекарва остатъка от академичната си кариера, като получава степен бакалаври по антропология през 1908 г. и докторска степен през 1912 и 1914 г.
През зимата през 1908 срещу 1909 г. Кидър придружава родителите си на почивка в Гърция и Египет, там Кидър се запознава с Мадлен Епълтън. Алфред и Мадлен се женят на 6 септември 1910 г., често пъти двамата работят заедно в неговите археологически проекти. Те имат 5 деца, родени в периода 1911 – 1923 г.: Алфред, Рандолф, Барбара, Вяра и Джеймс.